# Жагровић
Жагровић је насељено мјесто града Книна, у сјеверној Далмацији, Шибенско-книнска жупанија, Република Хрватска. Према прелиминарним подацима са последњег пописа 2021. године у месту је живело 510 становника.

## Географија
Налази се 2 км сјеверозападно од Книна.

## Историја
Жагровић се од распада Југославије до августа 1995. године налазио у Републици Српској Крајини, након чега је у хрватској војној операцији „Олуја” етнички очишћен, да би напуштено село затим дјелимично населили Хрвати избјегли из БиХ.

## Култура
У Жагровићу се налази храм Српске православне цркве Свети Никола из 1537. године.

## Становништво
Према попису из 1991. године, Жагровић је имао 1.393 становника, од чега 1.373 Срба, 7 Хрвата, 5 Југословена и 8 осталих. Према попису становништва из 2001. године, Жагровић је имао 648 становника. Према попису становништва из 2011. године, насеље Жагровић је имало 637 становника.
| Националност       | 1991. | 1981. | 1971. | 1961. |
| Срби               | 1.373 | 1.255 | 1.438 | 1.577 |
| Југословени        | 5     | 73    | 12    | 4     |
| Хрвати             | 7     | 7     | 10    | 12    |
| остали и непознато | 8     | 5     | 5     | 4     |
| Укупно             | 1.393 | 1.340 | 1.465 | 1.597 |

| Демографија | Демографија | Демографија |
| Година      | Становника  | Становника  |
| ----------- | ----------- | ----------- |
| 1961.       | 1.597       |             |
| 1971.       | 1.465       |             |
| 1981.       | 1.340       |             |
| 1991.       | 1.393       |             |
| 2001.       | 648         |             |
| 2011.       |             | 637         |

## Попис 1991.
На попису становништва 1991. године, насељено место Жагровић је имало 1.393 становника, следећег националног састава:
| Попис 1991.‍   | Попис 1991.‍  | Попис 1991.‍ | Попис 1991.‍ | Попис 1991.‍ |
| ------------- | ------------ | ----------- | ----------- | ----------- |
|               |              |             |             |             |
| Срби          | Срби         |             | 1.373       | 98,56%      |
| Хрвати        | Хрвати       |             | 7           | 0,50%       |
| Југословени   | Југословени  |             | 5           | 0,35%       |
| Словенци      | Словенци     |             | 2           | 0,14%       |
| Муслимани     | Муслимани    |             | 1           | 0,07%       |
| неопредељени  | неопредељени |             | 2           | 0,14%       |
| непознато     | непознато    |             | 3           | 0,21%       |
| укупно: 1.393 |              |             |             |             |

## Презимена
| - Бјеља — Православци, славе Св. Николу - Бојанић — Православци, славе Св. Ђорђа - Брадаш — Православци, славе Ђурђевдан - Дмитровић — Православци, славе Св. Николу - Дондур — Православци, славе Св. Јована - Дукић — Православци, славе Ђурђевдан - Зеленбаба — Православци, славе Ђурђевдан - Колунџија — Православци, славе Св. Николу - Мандинић — Православци, славе Ђурђевдан - Мартић — Православци, славе Св. Николу | - Милош — Православци, славе Св. Василија - Миљевић — Православци, славе Св. Стефана - Нонковић — Православци, славе Св. Јована - Петко — Православци, славе Св. Јована - Радовић — Православци, славе Св. Николу - Рашковић — Православци, славе Св. Николу - Рашула — Православци, славе Св. Стефана - Рашуо — Православци, славе Св. Стефана - Станић — Православци славе Св.Николу - Цигановић — Православци, славе Св. Николу |

## Познате личности
- Милан Мартић, српски политичар и предсједник Републике Српске Крајине
- Боривој Рашуо, српски пјесник, политичар и министар у Влади Републике Српске Крајине
- Миливој Рашуо, мајор ЈНА, учествовао као припадник милиције Крајине, погинуо на Видовдан 1992. у борби за Коридор[5]